# Principat de Korea
|  | Aquest article tracta sobre l'antic estat tributari a l'Índia. Vegeu-ne altres significats a «Korea». |

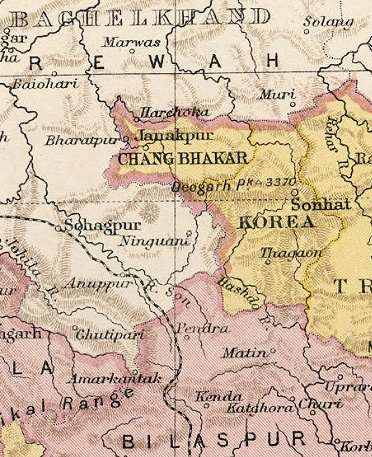
Mapa del Principat de Korea

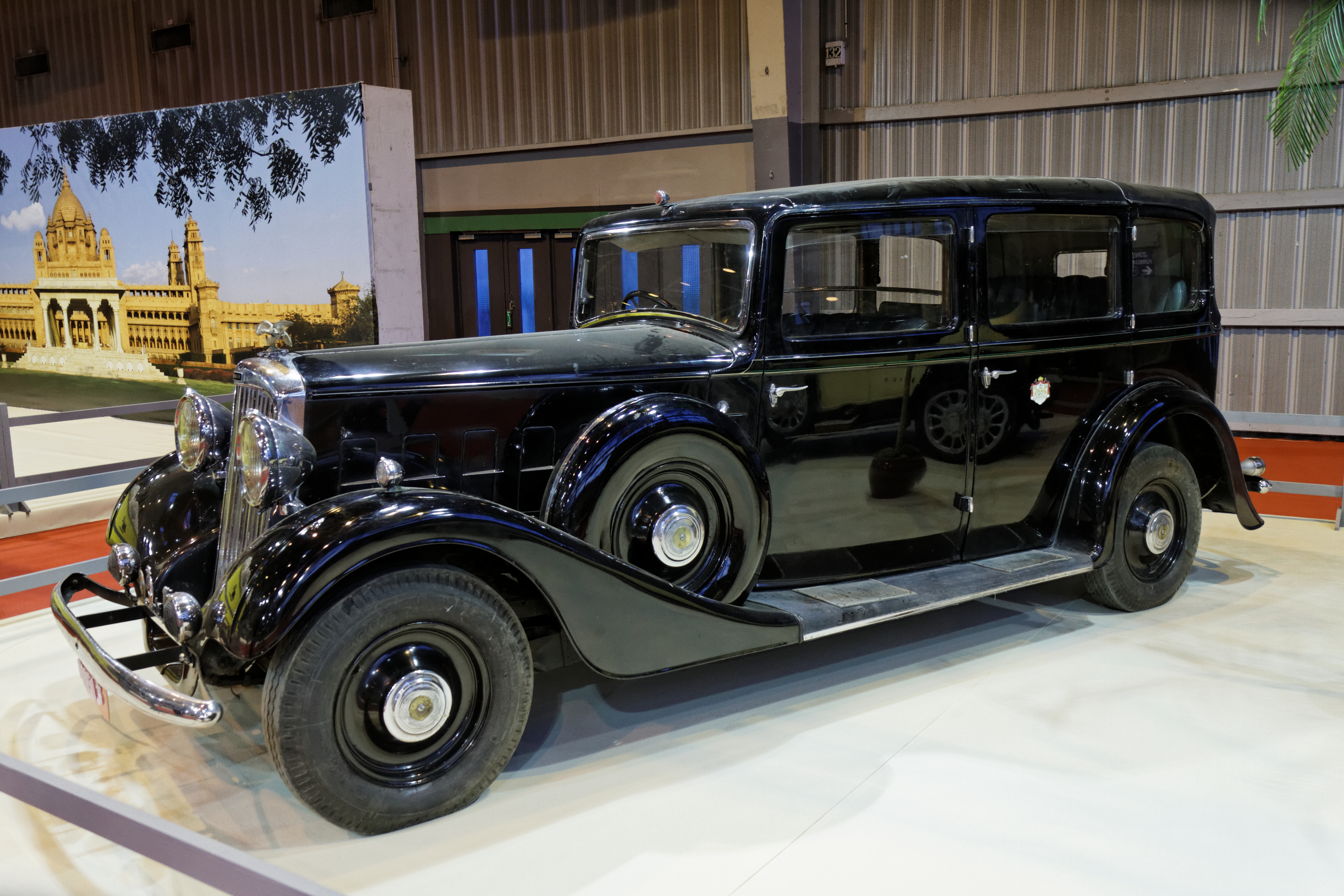
Humber Snipe del Raja de Korea

Korea fou un estat tributari protegit a les Províncies Centrals de l'Índia Britànica amb una superfície de 4.429 km². Fou part de la divisió de Chhota Nagpur a Bengala fins al 1905, any en què fou transferit a les Províncies Centrals. Limitava al nord amb Rewa; a l'est amb Surguja; al sud amb el districte de Bilaspur i a l'oest amb Chang Bhakar i Rewa. Estava format per un altiplà amb diversos rierols amb una altura mitjana de 550 metres i cap a l'est, a l'altiplà Sonhat arriba a 768 metres i al nord a les muntanyes de Korea arriba a 1044 metres al puig Deogarh. Els rius principals eren el Gopath, que formava el límit amb Chang Bhakar, el riu Son al nord-est, i principalment el Heshto o Hasdo, el més llarg, que corre de nord a sud i desaigua al Mahanadi, amb una cascada fina prop de Kirwahi. Tigres i elefants causaven molts danys però el seu nombre fou considerablement reduït.
Bhaiya Dharamal Sahi i el seu germà Dalthamban Sahi, rajputs chauhans cosins del raja de Mainpuri van rebre d'aquest el jagir de Jhilmili, més tard rebateijat Bhaiyathan. El territori de Korea fou conquerit poc després als kols. El 1765 l'estat fou envaït pels marathes i va haver de pagar tribut; quan el va deixar de pagar al cap d'uns anys, el 1797, els marathes van atacar la capital Sonhat i raja Garib Singh Deo va haver de pagar el chauth (quart dels ingressos). Els drets sobre l'estat foren cedits pels mahrates als britànics el 1818 després de la derrota final de Madhoji II Bhonsle de Nagpur; per un kabuliat executat el 24 de desembre de 1819 pel Raja Garib Singh Deo, es va acordar el pagament d'un tribut anual de 400 rúpies (40 lliures). Antigament Korea era feudatària de Surguja però el govern britànic no va reconèixer aquesta dependència. Garib Singh va morir el juny de 1828 i el va succeir Amol Singh que va signar un nou tractat amb la Companyia Britànica de les Índies Orientals el 1848, i va morir el 4 d'abril de 1864. El seu successor Raja Pran Singh Deo va morir sense descendència el 1897 i la línia directa es va extingir passant el tron a Raja Seo Mangal Singh Deo, d'una branca col·lateral (descendents de Lal Raghoraj Deo, germà de Deoraj Sahi). El 1899 els britànics li van concedir un sanad reconeixent al nou sobirà, fixant el tribut per 20 anys, i regulant les relacions, sanad que el 1905 va patir unes lleugeres modificacions pel trasllat de jurisdicció. El control fou encomanat el 1905 al comissionat de Chhattisgarh. Va morir el 18 de novembre de 1909 sent succeït pel seu fill Raja Ramanuj Pratap Singh Deo (nascut el 1901) sota regència, fins que va rebre plens poder el gener de 1925 poc després de complir els 23 anys. El 1948 l'estat es va integrar a Madhya Bharat.
La població era de 29.846 habitants el 1881 i de 35.113 habitants el 1901 repartits en uns 250 pobles dels quals Sonhat, al peu de l'altiplà Sonhat, al nord, era la residència del sobirà fins al 1900 quan fou traslladada a Baikunthpur. A la part alta, a 60 km de Chang Bhakar, hi havia 37 llogarets habitats per cheros (més de 3000 el 1872). La major part de la població, quasi 25.000 persones, era hindú, més de deu mil eren animistes la major part gonds i altres aborígens. Els ingressos el 1905 eren de 1850 lliures i les despeses de 1735; el tribut era de 50 lliures. Els zamindaris depenien directament del sobirà i pagaven rendes anuals. El 1901 només 84 persones en tot l'estat sabien llegir i escriure.

## Bandera
El 1924 va adoptar una bandera rectangular de tres franges horitzontals: vermell, blau i verd.

## Llista de rages
- Bhaiya Dharamal Sahi després de 1600
- Bhaiya Deoraj Sahi (fill)
- Raja Narsingh Deo (nebot, fill de Lal Adhoraj Deo, germà de Deoraj)
- Raja Jit Rai Deo (fill)
- Raja Sagar Sahi Deo (fill)
- Raja Afhar Sahi Deo (fill)
- Raja Jahan Sahi Deo (fill)
- Raja Sawal Sahi Deo (fill)
- Raja Gajraj Singh Deo (fill) ?-1795
- Raja Gharib Singh Deo (nebot fill de Lal Dilip Singh Deo, germà de Garaj) 1795-1828
- Raja Amol Singh Deo 1828-1864
- Raja Pran Singh Deo 1864-1897
- Raja Sheo Mangal Singh Deo 1897-1909
- Raja Ramanuj Pratap Singh Deo 1909-1948 (sota regència de 1909 a 1924) (+ 1954)